# أريستيدي بوزالي
أريستيدي بوزالي (بالإيطالية: Aristide Pozzali)‏ (12 أكتوبر 1931 – 1979) هو ملاكم إيطالي راحل، مثّل بلاده في الألعاب الأولمبية الصيفية 1952.

## وصلات خارجية
أريستيدي بوزالي على موقع بوكس ريك (الإنجليزية) (registration required)
- أريستيدي بوزالي على موقع أوليمبيديا (الإنجليزية)